# 劇団ヘロヘロQカムパニー
劇団ヘロヘロQカムパニー（通称「ヘロQ」）は、日本の演劇ユニットである。

## 概要
声優として活躍している関智一、長沢美樹を中心として結成された劇団。
のちに小西克幸、置鮎龍太郎といった声優も入団している。
劇団名である「ヘロヘロ」は劇団名を決める話し合いの際、当時団員だった大内千里の好きな言葉である「ふよふよ」から話が発展したものである。
第39回公演「立て！マジンガーZ!!」を2020年3月20日～28日に予定していたが新型コロナウイルスの影響で中止を決定。
それに伴い劇団の状態が逼迫し、クラウドファンディング【劇団ヘロヘロQカムパニー救済プロジェクト】「立て！ヘロQ!!」を行い
総額7,494,655円（970人）と目標額である5,000,000円を達成した。

## 団員[3]
- 関智一（座長）
- 長沢美樹
- 那珂村たかこ（音楽活動を行う際は「中村貴子」名義）
- 置鮎龍太郎
- 柗本和子
- 飯田誠規
- 岩崎諒太
- 正野大輔
- 大石達也
- 相原美沙
- 大村彩
- 櫻井殊
- 稲垣祐希絵
- 井上舞香
- 光部樹
- 加藤絵里香
- 山本翔太
- 小西克幸（休団中）

## 所属していた団員（順不同）
- 阪口大助
- 谷口琴美
- 鈴木篤
- 菊池康平
- 高橋陽一
- 石橋洋美
- 中屋浩美
- 根本央紀
- 遠近孝一
- 荻原秀樹
- 萩原えみこ
- 古谷治彦
- 村上暁則
- 有瀧敏光
- 新山茜
- 桜井康二
- 藤田けん
- うえのみかこ
- 大内千里
- 林智子
- 津本陽日
- 横山望
- 阿部まゆみ
- 永松寛隆
- 吉岡ちほ
- 大角裕介
- 野原仁嗣
- 山中久代
- 上田伸哉
- 長谷川照弥
- シノB
- 八木こころ
- 小橋聡子
- 杉崎聡美
- 兼島信哉
- 堀田義治
- 宇藤秀和
- 中村隆之
- 沼田梨沙
- 湯浅涼
- 盛田瑞恵
- 安藤彩絵
- 山口和也
- 影本将志
- 八田麻衣子
- 間藤絢子
- 鈴木克一
- 車谷絵里
- 里見雄
- 進藤初香
- 中村進
- 橘奈穂
- 兵藤結也
- 加藤杏奈
- 小林慎之介
- 沙羅（在籍時:結友沙羅）
- 谷口悠
- 藤井京子
- 藤本由布菜
- 近藤浩徳（2007～2020年）
- 久保梨瑛
- 辻原智也
- 氏家穂那美

## 公演作品
- 第1回公演「ほろ酔ひ横町 ー純情編ー」(1994.6.3～5)下北沢 東演パラーダ(公演回数5回)
- 第2回公演「ここまで来たら迷子」(1995.26～28)下北沢 東演パラーダ(公演回数5回)
- 第3回公演「～平成ヘロヘロ時代劇～ からくり雪之JOE変化」(1996.1.25～28)大塚萬₍YOROZU₎スタジオ(公演回数6回)
- イベント公演 東京パフォーマンス劇団大集合「南海の山口 -ヘロヘロQカムパニー大作戦-」(1996.8.16～18)山口 マリンピアKUROI(公演回数4回)
- 第4回公演「怪盗不思議紳士 ～名探偵見参～」(1996.10.3～6)大塚萬₍YOROZU₎スタジオ(公演回数6回)
- 第5回公演「仏の顔も三度」
  - 公演その1「電波ヒーロー ～夢見るチカラ～」(1997.7.18～21)下北沢 東演パラーダ(公演回数7回)
  - 公演その2「うぉお地球SOS⁉ ～EMERGENCY PLANET EARTH～」(1997.10.8～12)下北沢 東演パラーダ(公演回数8回)
  - 公演その3「月のうさぎ」(1998.1.21～25)大塚萬₍YOROZU₎スタジオ(公演回数7回)
- 第6回公演「PRIMITIVE MANTLE ATTACK ～もう…これしかない！～」(1998.4.29～5.5)大塚萬₍YOROZU₎スタジオ(公演回数10回)
- 例外公演「カルチャーキャンペーンZwei ～内容重視～」(1998.8.29～30)恵比寿 オークルーム(公演回数4回)
- 第7回公演「超無敵忍者戦隊養成所 長谷川アカデミー ～早く人間になりたい～」(1998.12.8～13)萬₍YOROZU₎スタジオ(公演回数8回)
- 番外公演 レッツ！コンバイン!!Vol.１「ハートフル不純恋愛物語 ～俺のこと好きなんだろう⁉～」(1999.3.24～28)萬₍YOROZU₎スタジオ(公演回数10回)
- 第8回公演「電波ヒーロー ～夢見るチカラ～(再演)」(2000.2.9～13)新宿 シアターサンモール(公演回数8回)
- 例外公演~Drei~「チャンチャラ☆チャンス ～黎明編～」(2000.5.25～28)江古田 ストアハウス(公演回数6回)
- 第9回公演「ヘロヘロ黄金時代劇 燃えてサムライ ～血風録～」(2000.11.8～12)新宿 シアターサンモール(公演回数7回)
- イベント公演「炎の共演 女ドラゴン☆さやか＋コスモX ～崩壊！悪の大陸拳本部!!決死の10mダイブ～」(2001.4.14～15)後楽園ゆうえんち野外劇場 スカイシアター(公演回数2回)
- 第10回公演「実録・地球警備隊24時！～誰か助けてぇー!!～」（2001.8.8～12)新宿 シアターサンモール(公演回数8回)
- 第11回公演「ヒーロードリル ～カンニング禁止！～」（2002.7.24～28)池袋 東京芸術劇場 小ホール１(公演回数8回)
- 第12回公演「SYU-RA ～仕留めて候～」(2003.2.6～9)吉祥寺 前進座劇場(公演回数6回)
- 例外公演~Vier~「江古田女子刑務所物語 ～コラ！鉄子!!～」(2003.7.18～21)江古田 ストアハウス(公演回数7回)
- プロデュース公演 アニメイト20周年記念「贋作・アニメ店長」(2003.9.24～28)新宿 シアターサンモール(公演回数7回)
- 第13回公演「電波ヒーロー ～夢見るチカラ～(再々演)」(2004.4.22～25)新宿 シアターサンモール(公演回数6回)
- 例外公演 fuenf「～ヘロヘロQパニック～ バレルナキケン」(2004.11.11～14)下落合 TACCS1179(公演回数7回)
- 第14回公演「燃えろ！戦国退魔伝 ～メラメラ☆ギューン～」(2005.2.16～20)全労済ホール／スペース・ゼロ(公演回数7回)
- プロデュース公演 animate presents「贋作・アニメ店長DESTINI!! ～販売は戦場なり～」(2005.7.27～31)新宿 シアターサンモール(公演回数7回)
- 第15回公演「戦え！クロスダイバー!! ～改造され果てて…～」(2006.1.25～29)新宿 シアターサンモール(公演回数7回)
- とくべちゅ公演「今度は愛妻家」(2006.6.28～7.2)下落合 TACCS1179(公演回数7回)
- 第16回公演「SYU-RA 煉 生キルカ死ヌカ」(2006.11.22～26)吉祥寺 前進座(公演回数7回)
- 第17回公演「燃えてサムライ ～FINAL BURST～」(2007.5.9～13)全労済ホール／スペース・ゼロ(公演回数7回)
- 第18回公演「異人たちとの夏」(2007.12.12～16)新宿 シアターサンモール(公演回数7回)
- 第19回公演「Mach Recording a GoGo!!」(2008.5.21～25)新宿 シアターサンモール(公演回数8回)
- イベント公演「女ドラゴン☆さやか！スーパーヒーロー大集合!! ～崩壊!!大陸拳極東支部～」(2008.7.5～6)東京ドームシティ スカイシアター(公演回数2回)
- 第20回公演「八つ墓村」(2008.12.10～14)吉祥寺 前進座(公演回数8回)
- 第21回公演「ウマいよ！地球防衛ランチ ～残さず食べてね♡～」(2009.6.3～7)全労済ホール／スペース・ゼロ(公演回数8回)
- 例外公演 sechs「タイム・ドカ～ン ～嘘への扉～」(2009.8.20～23)下落合 TACCS1179(公演回数7回)
- 第22回公演「カラクリ雪之JOE変化」(2009.12.13～19)吉祥寺 前進座劇場(公演回数10回)
- 第23回公演「電波ヒーロー ～夢見るチカラ～ FINAL」(2010.4.21～25)新宿 シアターサンモール(公演回数8回)
- 第24回公演「悪魔が来りて笛を吹く」(2010.8.8～14)吉祥寺 前進座劇場(公演回数10回)
- プロデュース公演 アニメ店長10周年記念「究極！アニメ店長 DECADE ～頂上決戦!!!兄沢vs.ブラックアニメイト！終結9人の戦士～」(2010.12.15～19)天王洲アイル 銀河劇場(公演回数8回)
- 第25回公演「魔界転生」(2011.6.14～19)吉祥寺 前進座劇場(公演回数9回)
- 第26回公演「ホタエナッ!! ～Who Killed Ryoma?～」(2011.12.14～18)全労済ホール／スペース・ゼロ(公演回数8回)
- とくべちゅ公演 Vol.2「即興!! [ガチとの遭遇] 」(2012.6.6～17)下落合 TACCS1179(公演回数18回)
- 第27回公演「獄門島」(2012.12.16～22)吉祥寺 前進座劇場(公演回数9回)
- 例外公演 sieben「名探偵を探せ！Qの喜劇」(2013.4.10～14)下落合 TACCS1179(公演回数7回)
- 第28回公演「リザードマン ～Bitter Pain Dolls～」(2013.5.29～6.2)全労済ホール／スペース・ゼロ(公演回数8回)
- 第29回公演「トンボイ‼」(2014.3.13～18)新宿 シアターサンモール(公演回数10回)
- とくべちゅ公演 Vol.3「パ・ド・ドゥ [ガチとの遭遇2] 」(2014.7.9～13)笹塚ファクトリー(公演回数8回)
- 第30回公演「DARK CROWS トキノソラ」(2014.11.29～12.7)新宿 シアターサンモール(公演回数13回)
- 第31回公演「怪盗不思議紳士 twice」(2025.6.4～14)新宿 シアターサンモール(公演回数15回)
- 第32回公演「舞台版 無限の住人」(2016.2.11～17)全労済ホール／スペース・ゼロ(公演回数10回)
- 第33回公演「もっけの幸いの「もっけ」ってモノノケの事なんだって。知ってる⁈」(2016.9.26～10.2)新宿 シアターサンモール(公演回数10回)
- 第34回公演「犬神家の一族」(2017.4.22～30)全労済ホール／スペース・ゼロ(公演回数13回)
- 第35回公演「舞台版 声優に死す ～other side～」(2017.10.20～29)全労済ホール／スペース・ゼロ(公演回数14回)
- 第36回公演「舞台版 無限の住人 ～完結編～」(2018.5.13～22)全労済ホール／スペース・ゼロ(公演回数13回)
- 例外公演 acht「今度は愛妻家」(2018.8.19～26)新宿 シアターモリエール(公演回数10回)
- 例外公演 neun「電波ヒーロー ～夢見るチカラ～」(2018.9.27～30)下落合 TACCS1179(公演回数　回)
- 第37回公演「DARK CROWS 2019 トキノソラ」(2019.2.2～11)全労済ホール／スペース・ゼロ(公演回数14回)
- 第38回公演「冒険秘録 菊花大作戦」(2019.9.28～10.6)こくみん共済 coopホール／スペース・ゼロ(公演回数13回)
- 例外公演 zehn「～ヘロヘロQパニック～ バレルナキケンwithコロナ」[4](2020.9.3～6)こくみん共済 coopホール／スペース・ゼロ(公演回数10回)※無観客有料配信
- 日替わり配信ドラマ「アッパレ！下町大家族」(2021.5.1～3／5.6～9)こくみん共済 coopホール／スペース・ゼロ(公演回数12回)※無観客有料配信
- 第39回公演「立て！マジンガーZ!!」(2022.11.25～12.4)こくみん共済 coopホール／スペース・ゼロ(公演回数11回)
- 第40回公演「タイムアフターレコーディング」（2023.6.23～7.2）こくみん共済 coopホール／スペース・ゼロ（公演回数14回）
- 第41回公演「悪魔の手毬唄」（2024.5.4～5.12）こくみん共済 coopホール／スペース・ゼロ（公演回数11回）

## ファン感謝イベント
- 第1回「ヘロQ 冬の祭典」(1999.12.11～12)豊島区民センター6F 文化ホール(公演回数3回)
- 第2回「ヘロQ 春の祭典2002 ８周年だよ！映像で見るヘロQふれあいの里」(2002.4.27～28)東高円寺 大学生協会館 ヴァーシティーホール(公演回数4回)
- 第3回「ヘロQ 夏の祭典2004」(2004.8.28～29)東高円寺 大学生協会館 ヴァーシティーホール(公演回数4回)

## 関連商品

### 映像作品

#### 【VHS】
- 第8回公演「電波ヒーロー ～夢見るチカラ～」(販売元：株式会社オプトコミュニケーションズ)

#### 【DVD】
- 「贋作・アニメ店長」ﾌﾟﾛﾃﾞｭｰｽ公演 アニメイト20周年記念
- 「アニメ店長の笑うんだってば！〈総集編DVD〉」2005アニメイト冬のＡＶまつり特典(非売品)
- 「燃えろ！戦国退魔伝 ～メラメラ☆ギューン～」第14回公演
- 「贋作・アニメ店長DESTINI!! ～販売は戦場なり～」ﾌﾟﾛﾃﾞｭｰｽ公演 animate presents
- 「戦え！クロスダイバー!! ～改造され果てて…～」第15回公演
- 「SYU-RA 煉 生キルカ死ヌカ」第16回公演
- 「燃えてサムライ FINAL BURST サムライのつくりかた」第17回公演etc.
- 「異人たちとの夏」第18回公演
- 「Mach Recording a GoGo!!」第19回公演
- 「女ドラゴン☆さやか！スーパーヒーロー大集合!!」イベント公演
- 「八つ墓村」第20回公演
- 「ウマいよ！地球防衛ランチ ～残さず食べてね♡～」第21回公演
- 「カラクリ雪之JOE変化」第22回公演
- 「電波ヒーロー ～夢見るチカラ～ FINAL」第23回公演
- 「悪魔が来りて笛を吹く」第24回公演
- 「究極！アニメ店長 DECADE ～頂上決戦!!!兄沢vs.ブラックアニメイト！終結9人の戦士～」ﾌﾟﾛﾃﾞｭｰｽ公演 アニメ店長10周年記念
- 「魔界転生」第25回公演
- 「ホタエナッ!! ～Who Killed Ryoma?～」第26回公演
- 「即興!! [ガチとの遭遇] 」とくべちゅ公演 Vol.2
- 「獄門島」第27回公演
- 「リザードマン ～Bitter Pain Dolls～」第28回公演
- 「トンボイ‼」第29回公演
- 「DARK CROWS トキノソラ」第30回公演
- 「怪盗不思議紳士 twice」第31回公演
- 「舞台版 無限の住人」第32回公演
- 「もっけの幸いの「もっけ」ってモノノケの事なんだって。知ってる⁈」第33回公演
- 「犬神家の一族」第34回公演
- 「舞台版 声優に死す ～other side～」第35回公演
- 「舞台版 無限の住人 ～完結編～」第36回公演
- 「DARK CROWS 2019 トキノソラ」第37回公演
- 「冒険秘録 菊花大作戦」第38回公演
- 「～ヘロヘロQパニック～ バレルナキケンwithコロナ」例外公演 zehn

### 【自主映画】
- 「女ドラゴン☆さやか」- 座長：関智一のYouTubeチャンネル『セキトモランド』にて配信。[5]

1. 第1弾「第22話 ハブ大爆発！」(2020.5.5配信)
2. 第2弾「第92話 さやかとお弁当とメス」（2020.5.9配信）
3. 第3弾「THE MOVIE 女ドラゴン41歳の大決闘」（2020.4.27配信）

### 【CD】
- ヘロＱだョ！全員集合 VOL.1
- ヘロＱだョ！全員集合 VOL.2 (帯:こんなん出ましたケド…) HERO-Q 41734
- ヘロＱだョ！全員集合 VOL.３激闘盤 (帯:このCDは大人気ないっ！) HERO-Q 41738
- ヘロＱだョ！全員集合 VOL.4 改造盤 (帯:常着!!!しマウス♥) HERO-Q 417351
- ヘロＱだョ！全員集合 VOL.5 修羅場 (帯:この円盤で的を仕留めろ) HERO-Q 417355
- ヘロＱだョ！全員集合 VOL.6 オトコナキ (帯:見ないでね 僕、泣いちゃうから) HERO-Q 417396
- ヘロＱだョ！全員集合 VOL.7 セブン (帯:手にしたアナタはラッキー★) HERO-Q 417773
- ヘロＱだョ！全員集合 VOL.8+9 ヤバキュン (帯:キミの鼓膜にバキューン！ヤバい、キュンときた…♡) HERO-Q 417389
- ヘロＱだョ！全員集合 VOL.10 QX (帯:原点回帰！感涙のBIG3見参‼) HERO-Q 417310
- ヘロＱだョ！全員集合 VOL.11 イレブンインレコーダー (帯:刻め！タコグラフ) HERO-Q 417311
- ヘロＱだョ！全員集合 VOL.12 ごくもん (帯:いいか！お前ら よく聞け‼) HERO-Q 417312
- ヘロＱだョ！全員集合 VOL.13 JP13 (帯:エネルギー充填完了！起動します!!) HERO-Q 417312
- ヘロＱだョ！全員集合 VOL.14 TOM BOYAGE (帯:でも…私はその先へ行く Bon Voyage...) HERO-Q 417314
- ヘロＱだョ！全員集合 VOL.15 トキノコエ
- ヘロＱだョ！全員集合 VOL.16 WUNDER (帯:帝都に舞い降りた光か闇か！怪盗不思議紳士！19年の時を経て再び見参‼) HERO-Q 417316
- ヘロＱだョ！全員集合 VOL.17 ゆうげん
- ヘロＱだョ！全員集合 VOL.18 太陽
- ヘロＱだョ！全員集合 VOL.19 音楽にも死す (帯:声優の道を行けばどうなるものか…迷わず聞けよ。聞けば分かるさ。劇唱！) HERO-Q 417319
- ヘロＱだョ！全員集合 VOL.20 むげん
- ヘロＱだョ！全員集合 VOL.21 TNG-Q愛
- ヘロＱ歌の大行進！～ボーカル集～ (帯:さぁ始まります！懐かしの歌声、夢の共演だよ！) HERO-Q 417390
- ヘロＱ歌の大行進！Ⅱ～歌えＱリシュマシュ～ (帯:今年のX’’MasはヘロＱが頂いた！) HERO-Q 417392
- ヘロＱ歌の大行進！Ⅲ～秋の実りのハーモニー♪～

### 【書籍】
- ヘロＱ大全 ～ヘロヘロQのすばらしき世界～ (音楽専科社) (発行日2006.1.27)